# Goniophila niphosticha
Goniophila niphosticha là một loài bướm đêm trong họ Noctuidae.